# 奥莉加·布雷兹金娜
奥莉加·阿尔卡季耶芙娜·布雷兹金娜（羅馬化：Ol'ga Arkad'yevna Bryzgina，羅馬化：Olha Arkadiyivna Bryzhina，1963年6月30日—），本姓弗拉德金娜（羅馬化：Vladykina），乌克兰前短跑运动员。出生于苏联俄罗斯克拉斯諾卡姆斯克，后在乌克兰伏罗希洛夫格勒接受训练，专项为400米。曾代表苏联参加1988年汉城奥运会，荣获个人和接力2枚金牌；又代表参加1992年巴塞罗那奥运会，夺得个人银牌和接力金牌。她的丈夫维克托·布雷兹金和女儿伊丽莎白·布雷兹欣娜都是奥运会4×100米接力奖牌得主。

## 运动生涯
1963年，奥莉加·弗拉德金娜出生于苏联俄罗斯乌拉尔山小镇克拉斯諾卡姆斯克。16岁时，她被来自乌克兰的教练相中，遂孤身赴伏罗希洛夫格勒接受训练，专攻400米。
1984年，奥莉加已经具备冲击国际大赛奖牌的实力，但因为东方阵营的联合抵制而未能参加1984年洛杉矶奥运会。1985年国际田联世界杯上，奥莉加在4×400米接力比赛的最后一棒被玛丽塔·科赫超越，屈居亚军。在400米比赛中，奥莉加跑出了48.27秒的个人最好成绩（至今仍为历史前十好成绩），无奈科赫表现神勇，以 47.60秒打破世界纪录（至今仍未被超越）。
1986年，奥莉加与维克托·布雷兹金结婚。1987年，她终于在国际大赛中夺冠，在世界田径锦标赛上摘得个人金牌和接力银牌。她将好状态保持到了1988年汉城奥运会，在400米决赛中以48.65秒打破奥运会纪录夺冠。4×400米接力比赛，她在最后一棒顶住了当届奥运会100米、200米双料冠军弗洛伦斯·格里菲斯-乔伊娜的冲击，再添一金。苏联队的最终成绩为3分15.17秒，打破世界纪录并保持至今。
奥运会后不久，正处于巅峰状态的布雷兹金娜发现自己怀有身孕，最终决定生下女儿。产后她恢复训练，复出后在1991年世锦赛上取得个人第4名和接力冠军。她代表参加了1992年巴塞罗那奥运会，获得400米银牌和4×400米接力金牌。
| 年份 | 比赛               | 地点           | 项目        | 排名 | 决赛成绩（秒） |
| ---- | ------------------ | -------------- | ----------- | ---- | -------------- |
| 1985 | 国际田联世界杯     | 堪培拉         | 400米       |      | 48.27          |
| 1985 | 国际田联世界杯     | 堪培拉         | 4×400米接力 |      | 3:20.60        |
| 1986 | 欧洲田径锦标赛     | 西德斯图加特   | 400米       |      | 49.67          |
| 1986 | 欧洲田径锦标赛     | 西德斯图加特   | 4×400米接力 | DQ   | DQ             |
| 1987 | 世界田径锦标赛     | 義大利罗马     | 400米       |      | 49.38          |
| 1987 | 世界田径锦标赛     | 義大利罗马     | 4×400米接力 |      | 3:19.50        |
| 1988 | 奥林匹克运动会     | 首爾           | 400米       |      | 48.65          |
| 1988 | 奥林匹克运动会     | 首爾           | 4×400米接力 |      | 3:15.17        |
| 1991 | 世界田径锦标赛     | 日本东京       | 400米       | 4    | 49.82          |
| 1991 | 世界田径锦标赛     | 日本东京       | 4×400米接力 |      | 3:18.43        |
| 1992 | 欧洲室内田径锦标赛 | 義大利热那亚   | 400米       |      | 51.48          |
| 1992 | 奥林匹克运动会     | 西班牙巴塞罗那 | 400米       |      | 49.05          |
| 1992 | 奥林匹克运动会     | 西班牙巴塞罗那 | 4×400米接力 |      | 3:20.20        |

## 个人生活

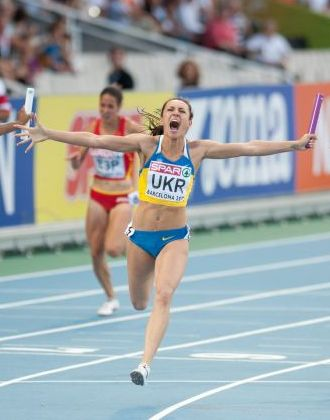
奥莉加的女儿伊丽莎白·布雷兹欣娜

奥莉加的丈夫维克托·布雷兹金同样是短跑运动员，曾在1988年汉城奥运会上获得4×100米接力金牌。两人退役后都担任田径教练。两人育有两个女儿，大女儿伊丽莎白·布雷兹欣娜在2012年伦敦奥运会上代表乌克兰赢得4×100米接力的銅牌。两代人的教练都是弗拉基米尔·费多列茨。